# إنترستيت تي دي آر
إنترستيت تي دي آر (بالإنجليزية: Interstate TDR) كانت مركبة جوية مسيرة قتالية مبكرة - وصفت حينها بعبارة المسيرة الهجومية - طورتها شركة إنترستيت للطائرات والهندسة خلال الحرب العالمية الثانية للخدمة في بحرية الولايات المتحدة. يمكن تزويد الطائرة المسيرة بالقنابل والطوربيدات. وطُلب منها 2000 طائرة، لكن بُني منها 195 فقط. دخلت الطائرة الخدمة واستخدمتها القوات الأمريكية ضد اليابانيين، لكن عقبات مستمرة في التطوير والنجاح في استخدام أسلحة أخرى تقليدية أديا إلى إلغاء برنامج الطائرة المسيرة الهجومية في أكتوبر 1944.

## طائرات معروضة
يوجد نموذج واحد لطائرة تي دي آر-1، وهو معروض في المتحف الوطني للطيران البحري في بنساكولا، فلوريدا.

## المشغلون
الولايات المتحدة
- القوات الجوية لجيش الولايات المتحدة
- بحرية الولايات المتحدة

## المنشورات
- Goebel، Greg (2010). "The Aerial Torpedo". Cruise Missiles. VectorSite. مؤرشف من الأصل في 2024-01-22. اطلع عليه بتاريخ 2010-11-18.
- Newcome، Lawrence R. (2004). Unmanned Aviation: A Brief History of Unmanned Aerial Vehicles. Reston, Virginia: American Institute of Aeronautics and Astronautics. ISBN:978-1-56347-644-0. مؤرشف من الأصل في 2023-02-13.
- Parsch، Andreas (2005). "Interstate BQ-4/TDR". Directory of U.S. Military Rockets and Missiles, Appendix 1: Early Missiles and Drones. designation-systems.net. مؤرشف من الأصل في 2023-12-26. اطلع عليه بتاريخ 2010-11-17.
- Zaloga، Steven (2008). Unmanned Aerial Vehicles: Robotic Air Warfare 1917–2007. New Vanguard. New York: Osprey Publishing. ج. 144. ISBN:978-1-84603-243-1. مؤرشف من الأصل في 2023-02-13.